# Idaea conioptera
Idaea conioptera är en fjärilsart som beskrevs av George Francis Hampson 1903. Idaea conioptera ingår i släktet Idaea och familjen mätare. Inga underarter finns listade i Catalogue of Life.